# Dodson Rocks
Dodson Rocks är en kulle i Antarktis. Den ligger i Östantarktis. Australien gör anspråk på området. Toppen på Dodson Rocks är 172 meter över havet.
Terrängen runt Dodson Rocks är huvudsakligen platt. Trakten är obefolkad. Det finns inga samhällen i närheten.